# Crazy Party Night ~펌킨노갸쿠슈~
〈Crazy Party Night (펌킨의 역습)〉(일본어: Crazy Party Night 〜ぱんぷきんの逆襲〜 クレイジー パーティ ナイト ぱんぷきんのぎゃくしゅう[*])는 2015년 9월 2일에 발매예정인, 캬리 파뮤파뮤의 11번째 싱글이다.
타이틀곡은 2015년 9월부터 행해지는 전국 투어 《캬리 파뮤파뮤 JAPAN HALL TOUR - Crazy Party Night 2015》(きゃりーぱみゅぱみゅ JAPAN HALL TOUR - Crazy Party Night 2015)의 테마 송으로 제작되며, “연중 할로윈처럼 화려하고 기발한 의상으로 상징되는 캬리 파뮤파뮤의 캐릭터를 기초로, 나카타 야스타카가 작사한 할로윈 송”이라고 각 공식 사이트로 소개됐다.

## 수록곡

### CD
1. Crazy Party Night (펌킨의 역습)(Crazy Party Night 〜ぱんぷきんの逆襲〜)
2. No No No
  - 글리코 아이스노미 CM송.
3. 가르쳐줘 댄스 플로어(おしえてダンスフロア)
  - SHARP AQUOS 4K CM.
4. 제멋대로(きまま)
  - 닌텐도 《튀어나와요 동물의 숲》 CM송.
5. Crazy Party Night (펌킨의 역습) (instrumental)
6. No No No (instrumental)
7. 가르쳐줘 댄스 플로어 (instrumental)
8. 제멋대로 (instrumental)

### DVD
1. CANDY CANDY
2. 문제 걸(もんだいガール)
3. 체리 봉봉(チェリーボンボン)
4. do do pi do
5. PONPONPON

초회한정반에만 부속되는 DVD는 2015년 4월에 NHK에서 행해진 프리미엄 라이브 《캬리 파뮤파뮤 (비밀의 스위트 파우더 룸)》(きゃりーぱみゅぱみゅ 〜秘密のスウィートパウダールーム〜)를 수록한 것이며, 이 라이브는 캬리의 데뷔 시부터 의상을 담당해온 이지마 쿠미코가 출연을 맡았으며, 스테이지는 파우더 룸을 본뜬 것으로 되어있다.

## 아트워크
아트워크는 검은색을 베이스로 빨간색(초회한정반), 파란색(통상반)을 심플하게 배열한, 캬리로는 희기하게 시크한 분위기이다. 철판이 물결친 듯한 기발한 헤어 스타일 이 인상적인 캬리 옷차림의 컨셉트는 ‘장난감 캬리’이며, 데뷔시부터 캬리의 아트 워크를 맡아온 Steve Nakamura는 “HALLOWEEN는 MAGIC이 일어나는 날. 캬리가 장난감이 된 듯한 이미지를 표정이나 포즈, 헤어, 의상으로 표현했습니다. 밤이 되면 눈이 떠지고, 검은 몸의 파츠가 사라지고, 상반신이 투명이 되며, 거기에 SMOKE나 전기가 나타나며, 장난감 캬리가 되살아난다”라고 설명하고 있다.

## 같이 보기
- 할로윈 나이트 - AKB48의 싱글. 〈Crazy Party Night〉와 거의 동시기에 발매되어서, 할로윈 송 대결로 화제가 됐다.